# Chabuata phaeozona
Chabuata phaeozona là một loài bướm đêm trong họ Noctuidae.